# Iowa County, Iowa
Iowa County är ett administrativt område i delstaten Iowa, USA, med 16 355 invånare (2010). Den administrativa huvudorten (county seat) är Marengo.

## Geografi
Enligt United States Census Bureau har countyt en total area på 1 521 km². 1 519 km² av den arean är land och 2 km² är vatten.

### Angränsande countyn
- Benton County - nord
- Linn County - nordost
- Johnson County - öst
- Washington County - sydost
- Keokuk County - syd
- Poweshiek County - väst
- Tama County - nordväst

### Orter
- Ladora
- Marengo (huvudort)
- Millersburg
- North English (delvis i Keokuk County)
- Parnell
- Victor (delvis i Poweshiek County)
- Williamsburg